# Dysgnathia biarmioides
Dysgnathia biarmioides är en fjärilsart som beskrevs av Walker 1864. Dysgnathia biarmioides ingår i släktet Dysgnathia och familjen nattflyn. Inga underarter finns listade i Catalogue of Life.